# Кубок Кремля 2010
Кубок Кремля 2010 — тенісний турнір, що проходив на закритих кортах з твердим покриттям спорткомплексу Олімпійський у Москві (Росія). Це був 21-й за ліком Кубок Кремля серед чоловіків і 15-й - серед жінок. Належав до категорії 250 у рамках Туру ATP 2010, а також категорії Premier у рамках Туру WTA 2010. Тривав з 18 до 24 жовтня 2010 року.

## Учасники

### Сіяні учасники
| Країна    | Гравець            | Рейтинг1 | Сіяний |
| --------- | ------------------ | -------- | ------ |
| Росія     | Микола Давиденко   | 6        | 1      |
| Росія     | Михайло Южний      | 8        | 2      |
| Франція   | Жо-Вілфрід Тсонга  | 13       | 3      |
| Кіпр      | Маркос Багдатіс    | 18       | 4      |
| Чехія     | Радек Штепанек     | 30       | 5      |
| Казахстан | Андрій Голубєв     | 33       | 6      |
| Україна   | Сергій Стаховський | 34       | 7      |
| Сербія    | Янко Типсаревич    | 37       | 8      |

- Посів ґрунтується на рейтингові станом на 11 жовтня 2010 року.

### Інші учасники
Нижче наведено учасників, які отримали вайлдкард на участь в основній сітці:
- Ігор Андрєєв
- Теймураз Габашвілі
- Дмитро Турсунов

Нижче наведено гравців, які пробились в основну сітку через стадію кваліфікації:
- Ілля Бєляєв
- Віктор Крівой
- Ігор Куніцин
- Андрій Кузнєцов

Учасники, що потрапили до основної сітки як щасливий лузер:
- Поль-Анрі Матьє

## Учасниці

### Сіяні пари
| Країна   | Гравчиня                   | Рейтинг1 | Сіяна |
| -------- | -------------------------- | -------- | ----- |
| Сербія   | Єлена Янкович              | 7        | 1     |
| Білорусь | Вікторія Азаренко          | 10       | 2     |
| КНР      | Лі На                      | 11       | 3     |
| Росія    | Анастасія Павлюченкова     | 21       | 4     |
| Італія   | Флавія Пеннетта            | 23       | 5     |
| Росія    | Марія Кириленко            | 24       | 6     |
| Росія    | Аліса Клейбанова           | 26       | 7     |
| Іспанія  | Марія Хосе Мартінес Санчес | 27       | 8     |

- Посів ґрунтується на рейтингові станом на 11 жовтня 2010 року.

### Інші учасниці
Нижче наведено учасниць, які отримали вайлдкард на участь в основній сітці:
- Дарія Гаврилова
- Алла Кудрявцева
- Лі На

Нижче наведено гравчинь, які пробились в основну сітку через стадію кваліфікації:
- Заріна Діяс
- Марія Коритцева
- Ксенія Первак
- Ольга Савчук

## Переможці та фіналісти

### Одиночний розряд, чоловіки
Віктор Троїцький —  Маркос Багдатіс, 3–6, 6–4, 6–3.
- Для Троїцького це був 1-й титул за кар'єру.

### Одиночний розряд, жінки
Вікторія Азаренко —  Марія Кириленко, 6–3, 6–4.
- Для Азаренко це був другий титул за сезон і 5-й - за кар'єру.

### Парний розряд, чоловіки
Ігор Куніцин /  Дмитро Турсунов  —  Янко Типсаревич /  Віктор Троїцький, 7–6(10–8), 6–3.

### Парний розряд, жінки
Хісела Дулко /  Флавія Пеннетта —  Сара Еррані /  Марія Хосе Мартінес Санчес, 6–3, 2–6, [10–6].